# Elina Duni
Elina Duni (* 10. března 1981, Tirana, Albánie) je švýcarsko-albánská jazzová zpěvačka a skladatelka. Ve věku deseti let opustila Albánii. Studovala klasickou hudbu a jazz ve Švýcarsku, ale od roku 2004 je její tvorba ovlivněna albánskou lidovou hudbou. Vystupuje s Elina Duni Quartet (spoluhráči: Colin Vallon, Bänz Oester a Norbert Pfammatter).

## Diskografie
- 2007 - Baresha
- 2010 - Lume, Lume
- 2012 - Matanë Malit
- 2014 - Muza e zezë
- 2015 - Dallëndyshe